# Jeep SJ
Die Jeep SJ-Plattform war Teil der großen „FSJ“-Modellreihe. Laut
International Full Size Jeep Association ist ein „FSJ“ jedes Fahrzeug, das in den USA unter dem Markennamen „Jeep“ hergestellt wird – ob mit zwei oder vier Türen, mit Hinterradantrieb oder Vierradantrieb –, dessen Radstand zwischen 2.786 mm und 3.352 mm und dessen Spurweite zwischen 1.447 mm und 1.702 mm liegt. Nach dieser Definition umschließt dies folgende Modelle:
- 1963–1983 Jeep Wagoneer
- 1974–1983 Jeep Cherokee
- 1984–1992 Jeep Grand Wagoneer
- 1963–1971 Jeep Gladiator
- 1972–1988 Jeep Honcho/J-Truck
- 1967–1969 Jeep M-715/724/725/726/6217 (Militärversionen)